# Conca del São Francisco

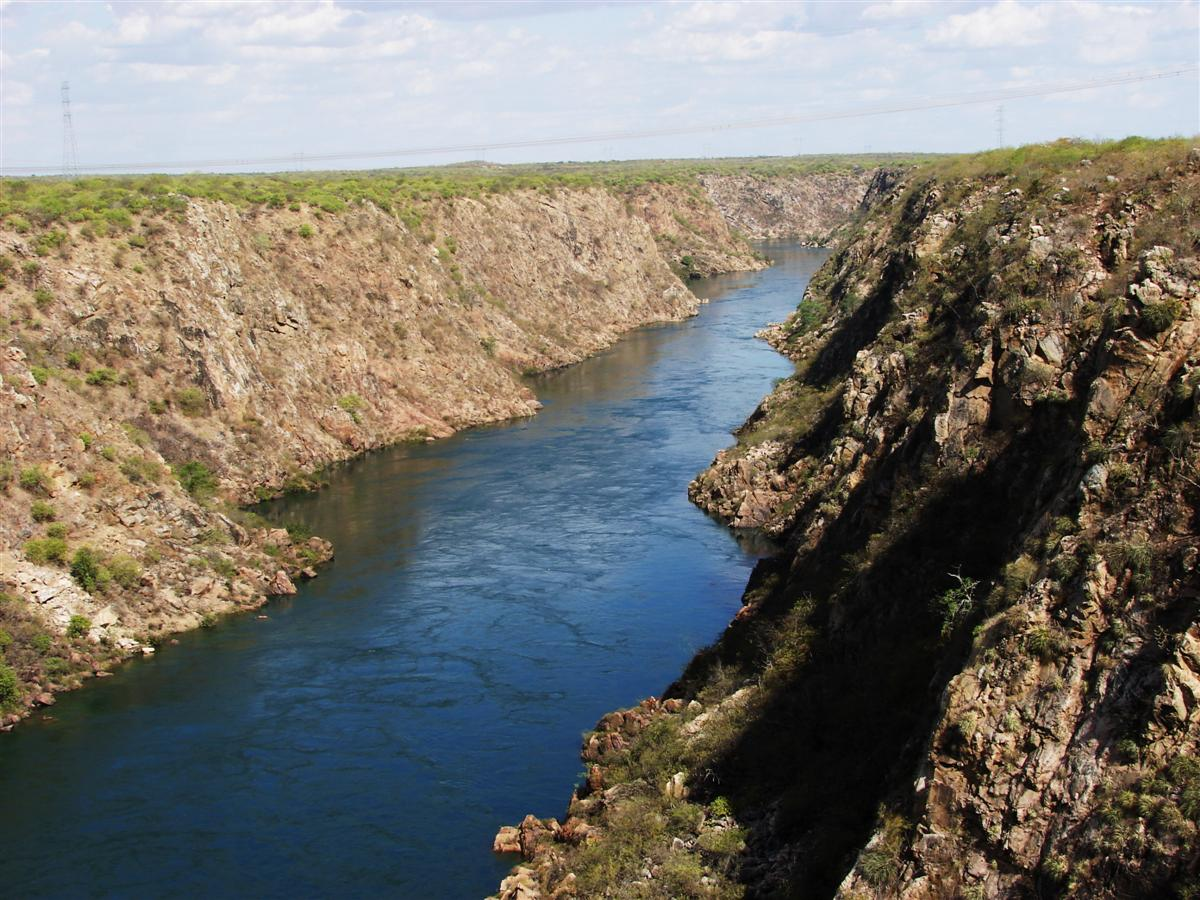
Vista del São Francisco

La conca del riu São Francisco és una de les dotze regions hidrogràfiques del Brasil.
La regió comprèn terres de 521 municipis, distribuïts en set Unitats de la Federació: Sergipe, Alagoas, Pernambuco, Bahia, Goiás, Mines Gerais i Districte Federal.
El Riu São Francisco és el principal curs d'aigua de la conca, amb a prop de 2.700 km d'extensió i 168 afluents.
Els principals biomes de la regió són la Caatinga en el nord-est de Bahia, el cerrado entre Mines Gerais i el sud-oest bahià, i a Mata Atlàntica, on es troben els naixements del São Francisco en la Serra de la Canastra. En virtut de la forta ocupació de la conca, aquests biomes es presenten amenaçats.
El principal nucli poblacional de la conca del São Francisco correspon a la Regió Metropolitana de Belo Horizonte, a la regió de l'Alto São Francisco.
Una de les curiositats amb relació a la hidrografia brasilera és el fet que el riu São Francisco és conegut com el "Nil Brasiler", a causa de similituds entre els dos, ambdós passen per regions de clima àrid i beneficien les regions on passen amb les seves pujades, essent importants econòmicament per a les localitats que travessen.